# Margie Orford
Margie Orford (Londres, 30 de septiembre de 1964) periodista y escritora sudafricana de origen inglés. Escribe sobre novela policíaca y literatura infantil y juvenil.

## Biografía
Pasó su infancia en Namibia y Sudáfrica, estudió  en la Universidad de Ciudad del Cabo y más tarde viajó alrededor del mundo para establecerse en Sudáfrica en 2001.

## Obra

### SerieClaire Hart
- Like Clockwork (2006)
- Blood Rose (2007)
- Daddy's Girl (2009)
- Gallows Hill (2012)
- Water Music (2013)

### Álbumes ilustrados
- Double Trouble: Junior African Writers (1996)
- Kazandu's Work: Stars of Africa (2003)
- The Little Red Hen (2010)
- The Magic Fish (2011)

### Otras publicaciones
- Climate Change: Stories from the Developing World (2004)
- Rural Voice (2004)
- Fabulously 40 and Beyond (2006) (con Karin Schimke)
- Fifteen Men: Images and Words from Behind Bars (2008)